# 心理健康促進
心理健康促進（英語：mental health promotion）乃是一種提昇心理健康與幸福的積極行動，而非聚焦在減少問題而已。目標對象包括心理病患或學校、鄰里、職場、行政區等所有人口等，期待藉由活動或方案的介入，皆能促進社會、情緒、心靈的安適程度與生活品質。此概念與心理衛生教育類似，近年來已廣泛應用在公共衛生和心理衛生領域。所謂心理健康的積極內涵，包括快樂、主觀幸福感、心理安適、生活滿意與生活品質。

## 心理健康的真正意涵
「心理健康」(mental health)是一個關於個人及社區幸福的正向概念，例如能夠充分享受生活、因應壓力和悲傷、實現目標和潛能、與人維持良好關係等。此「心理健康」一詞常被誤解及解讀為是在針對心理有病的人，主要因為目前大部分心理衛生相關服務皆只關注在心理疾病的治療，而不是在如何提昇心理健康與幸福感。
「心理健康與幸福感」(mental health and well-being)的意涵，可以用「POWER」(力量)英文單字中的每一個字母來表示：
- P：正向（positive）、幸福
- O：樂觀（optimistic）、適應
- W：全人（wholistic）、生活整體、文化決定
- E：享受生活（enjoyment of life）、連繫感、歸屬感
- R：復原力（resilience）、因應機智（resourcefulness）

## 心理健康促進與不同預防概念的比較
心理健康促進與不同預防概念的比較如下表所示：
| 面向         | 焦點                                   | 標的群體                             | 定義 | 相關詞彙                                               |
| ------------ | -------------------------------------- | ------------------------------------ | --- | ------------------------------------------------------ |
| 心理健康促進 | 提昇心理健康與幸福的行動               | 有心理疾病者                         | 介入目標在於提昇心理疾病患者之社會、情緒、心靈等安適程度與生活品質，此方案可運用在心理衛生服務、社區復健的過程 | 心理健康促進、復原                                     |
| 心理健康促進 | 提昇心理健康與幸福的行動               | 全體社區人口或特定群體               | 介入目標在於提昇所有人口或特定群體的社會、情緒、心靈等安適程度與生活品質                                       | 心理健康促進                                           |
| 初級預防     | 防止疾病發生的行動                     | 全體社區人口或特定群體               | 無論危險層級，介入目標在於減少整體社區的危險因子與增加其保護因子                                               | 全面性預防、初級預防                                   |
| 初級預防     | 防止疾病發生的行動                     | 高危險群體                           | 介入目標在於減少危險因子與增加保護因子，以防止高危險群的問題或疾病發生                                         | 目標預防(targeted prevention)、初級預防                |
| 次級預防     | 早期介入以減少疾病時程與嚴重程度的行動 | 已顯示問題早期徵候的高危險群體或個人 | 有心理衛生問題或相關疾病等徵候者的早期辨識級獲得適當的處遇服務                                                 | 特定性預防(indicated prevention)、早期介入(以預防為主) |
| 次級預防     | 早期介入以減少疾病時程與嚴重程度的行動 | 被診斷有心理疾病的個人               | 透過及早接受實證基礎的治療措施，以減少危險因子與增加保護因子，進而減少疾病的嚴重性與期程                       | 早期介入(以治療為主)、次級預防                         |
| 三級預防     | 減低目前病情蔓延或復發影響的行動       | 正處於心理疾病復原階段的個人         | 經由復健與復發預防的介入，以減少危險因子與增加保護因子，進而減輕疾病的負面影響                                 | 三級預防、復健、復發預防                               |

## 促進、預防與早期介入階段的區分與發展光譜
有關促進、預防與早期介入的區別很容易為人混淆或誤解，Nelson與Prilleltensky(2010)則以兒童虐待為例來呈現三者不同階段的分割點與其連續發展的光譜。

## 心理健康促進的重要特性
心理健康促進的重要特性如下所示：
- 具有前瞻性或積極主動性(proactive)，以提昇心理健康程度。
- 主要聚焦在群體的介入，而不是個人層次。
- 為多元面向的整合系統架構，包含個人、家庭、周遭環境、社區脈絡及鉅觀層面的社會結構、政策等。
- 乃是持續不斷的發展，而非一次性或有時間限制的介入方式。

### 職場的心理健康
- 從身心兩面進行健康管理[5]
- 親手制定對應的策略
- 醫療團隊合作介入
- 健康教育、心理進修

## 心理健康促進的策略範例
心理健康促進的策略範例如下：
- 擬訂健康相關的公共政策，例如：消除污名化、社會包容、人權、便利的公共運輸、犯罪預防等。
- 創造支持性的環境，例如：學校與職場的反霸凌方案、增強家庭功能、年輕人的教導同儕支持、提供過渡性住宿、心理疾病患者的同儕支持、支持心理疾病患者回到學校或職場等。
- 促使社區開始採取行動，例如：以社區為基礎的自殺防治、鄉村地區的乾旱支持、服務使用者為導向的倡導及行動等。
- 發展個人技巧，例如：生活技巧訓練、心理衛生與疾病相關知識、養育技巧、情緒管理、職場訓練等。
- 促進與預防服務的重新定位調整，例如：相關服務能夠及時做出回應，或符合年齡與文化適當性的介入方式。

## 促進或預防方案的成效要件
促進或預防方案的成效要件如下：
1. 綜合性：多元組成的方案在預防一些不同生態層次與脈絡問題時，其效果是優於單一焦點的方案。
2. 不同的訓練方式：此方案需要透過互動、實際演練、增加知識與覺察等方式來提昇介入對象的相關技能。
3. 充裕的期程：此方案需要有夠長的時間與密集度，使其產生正向的促進結果或預防影響。
4. 理論導向：此方案需要立基在完整且具實證性的理論架構，例如危險與保護性的因子。
5. 正向關係：以兒童方案為例，需要去提昇兒童與其父母、教師、導師、同儕或其他相關對象之間的正向關係。
6. 適當時機：此方案需要利用良好的時機去有效解決兒童、年輕人與成人相關發展性的議題。
7. 社會文化相關性：此方案在規劃或執行過程中必須符合服務對象群體的社會文化的常模。
8. 結果評估：此方案計畫應該有具體的特定結果目標，以事後用來檢核其方案的有效性。
9. 訓練有素的工作人員：此方案必須提供相關人員的訓練，以使能落實方案執行的成效。

## 心理健康促進的政府與民間角色
心理健康促進的政府與民間角色如下：

### 中央及地方政府
- 政府從事心理衛生服務的主要工作之一，乃扮演一個領導角色在於將相關方案或處遇輸送至標的群體。
- 不斷地改進心理衛生服務系統，以符合提昇心理健康與幸福、預防心理疾病等方向。
- 跨單位的協同合作(如其他的健康服務、政府部門、NGO、基層醫療照護、社區組織等)，以確保有效與及時地提供心理健康促進相關方案或服務。
- 分享相關專業知能（如諮詢）給協同合作的社區其他公私部門、在地組織等，以實質提昇心理健康與幸福感。

### 民間機構組織
- 提供適合文化及社會特性的相關服務或方案，以使心理疾病患者能成功回歸社區，並協助其有效降低其心理疾病蔓延或復發影響。
- 辦理以心理健康倡導為主題的活動及服務。
- 與心理衛生服務、政府相關部門、社區組織等形成伙伴關係，以創造支持心理健康與幸福感的有利環境。
- 領導及投入在社區參與的活動，以提昇正向心理健康與幸福感的瞭解，及增加心理疾病症狀的覺察。

## 延伸閱讀
- 如何共創國人心理健康大未來
- 落實社區心理衛生之重要使命及政策方向

## 外部連結
- 台灣社區心理學資訊網
- 澳洲新南威爾斯省心理健康學會 （页面存档备份，存于）
- 紐西蘭心理健康基金會 （页面存档备份，存于）